# Les Emmerdeurs
Les Emmerdeurs est une des premières séries originales françaises YouTube Originals diffusées sur Youtube Premium. Cette série, produite par le studio Golden Network et plus particulièrement par Adrien Labastire et Julie Coudry, a été créée par Vladimir Rodionov, Valentin Vincent et Julien Rizzo, d'après une idée originale de Raphaël Descraques et de Julien Josselin. La série contient dix épisodes d'environ 26 minutes.

## Synopsis
Cette série raconte l'histoire fictive d'un groupe de résistants, le groupe Hexagone, en France durant la Seconde Guerre mondiale, en 1942 plus précisément. Ce groupe de résistants trouvera une sorte de sérum permettant de repousser l'envahisseur nazi. Malheureusement, les quatre jeunes qui consommeront ce sérum ne sont pas motivés à l'idée de se battre,.

## Contexte
Cette série, à l'instar de Groom,, s'inscrit dans le cadre du lancement YouTube Premium, en 2018, service payant diffusant des contenus originaux financés par Youtube,.

## Festivals
Cette série est sélectionnée pour la vingtième édition du festival de la fiction TV de La Rochelle.

## Distribution

### Acteurs
- Camille Claris[2] : Lorraine
- Justine Le Pottier[2] : Solange
- Grégoire Montana[2] : Pierrot, séminariste.
- Paul Scarfoglio[2] : Manu, voleur.
- Sébastien Lalanne[7] : Albert « Némo », membre du réseau "Hexagone".
- Aude GG[7]
- Maximilien Poullein : Hans
- Davy Mourier : Père Morin
- Stéphane Margot : « Lupin », membre du réseau "Hexagone".
- David Salles : Eugène, Chef du réseau communiste.
- Slimane-Baptiste Berhoun : un milicien
- PV Nova : un milicien
- Simon Astier : un prisonnier
- Julien Josselin : Lucien
- Gérard Darier :  « André », membre du réseau "Hexagone".
- Jacques Chambon : « Athos », Chef du réseau "Hexagone". Second pseudo « Faucon ».
- Alban Lenoir
- Julien Pestel : Julot
- Laurent Blanpain :

### Production
Les producteurs sont Adrien Labastire et Julie Coudry. La productrice exécutive est Elsa Rodde. La série est créée par Vladimir Rodionov, Valentin Vincent et Julien Rizzo et est réalisée par Morgan S Dalibert et Valentin Vincent sur un concept original de Raphaël Descraques et Julien Josselin.

## Épisodes
1. Mauvaises mains
2. L'Épicerie
3. Le Cabaret
4. Les F.T.P.
5. Le Terrier
6. La Séparation
7. Petite merde
8. Le Paladium
9. La Kommandantur
10. Le Départ

## Accueil

### Distinctions

#### Nominations
- Globes de cristal 2019 : catégorie "Meilleure Web Série"[9]